# حتى إشعار آخر (فلم فلسطيني)

ملصق الفيلم

حتى إشعار آخر، فيلم روائي من إخراج وتأليف الفلسطيني رشيد مشهراوي في عام 1993. وتدور أحداثه حول يوم في حياة عائلة فلسطينية أثناء فرض نظام حظرالتجول من قبل الجيش الإسرائيلي على قطاع غزة عام 1993، عندما تتحول البيوت إلى معتقلات صغيرة ينسجم بين جدرانها نسيج من العلاقات داخل الأسرة، وتكافؤ اجتماعي داخل الحي، تنخرط عائلة «أبو راجي» في واقع تتألق فيه قيم الصمود والمقاومة، وتوقظ الأحلام المعتقلة خلف الأبواب المغلقة.

## أحداث الفيلم
تدور أحداث الفيلم في مدينة غزة، أحد مخيماتها، في عام 1993، أي خلال الفصول الأخيرة من عمر الانتفاضة الكبرى، التي انطلقت عام 1987. وفي الفيلم يتمركز بالحديث حول أسرة «أبو راجي» وهو حلاق شبه مقعد يعاني من آلام عاتية في الظهر، ويمضي طيلة الفيلم تقريباً في لباس النوم وفي حركة محدودة متوجعة، ويعيش في أحد مخيمات غزة مع عائلته المكوَّنة منه وزوجته وخمسة أبناء أبرزهم، في الفيلم، هو الفتى الصغير المسمى «رادار» والذي يمارس حقيقة دور الرادار، إذ من يراقب الجند، وينقل الرسائل، ويتسلق الجدران، ويعتلي الأسطح، ويعرف أنواع الطلقات من صوتها، وينفِّذ المهمات السرية، فضلاً عن محاولاته قراءة رسالة أخيه الذي يدرس في ألمانيا للأسرة، مرَّة تلو الأخرى.
يتسلَّم الفتى رادار في بداية الفيلم رسالة من أخيه، وتتحول هذه الرسالة في القصة إلى رمز للتواصل، مع الغائب، ومع عالم الحرية التي يتنعَّم بها بعيداً عن وطء المحتل الصهيوني، وتبدو وكأنها نافذة لعالم الخلاص من هذا المحتل والشروع ببناء مستقبل الباهر يقوم على التحصيل العلمي.. كما تغدو الرسالة بتكرار محاولات قراءتها، وهي لن تكتمل إلا مع نهاية الفيلم، وبعد حصول الكثير من الأحداث والمكاشفات، من رموز الإصرار والاستمرار والدأب الفلسطيني..
في البيت يتعرف المشاهد أيضا إلى «راجي» الشقيق الأكبر، المتزوِّج، والمُثقل بهمومه، والذي لا يكاد يغادر غرفته، مثالا لمئات الآلاف من العمال الفلسطينيين، الذين يقعون في قبضة البطالة، كلما شاء الاحتلال، ويقدم الفيلم أيضا شخصية «أكرم»، الشاب الذي يبدو حادّ الطباع، ويمكن أن يدرك المشاهد ضلوعه في أعمال مقاومة الاحتلال، على الأقل من خلال الحقيبة التي تختفي تحت سريره، وتالياً في ما سينتهي إليه الفيلم بتصاعد أحداثه